# Novoheorhiivka, Pokrovske
Novoheorhiivka (în ucraineană Новогеоргіївка) este un sat în comuna Berezove din raionul Pokrovske, regiunea Dnipropetrovsk, Ucraina.

## Demografie
Componența lingvistică a localității Novoheorhiivka
     Ucraineană (97,06%)
     Belarusă (2,94%)
Conform recensământului din 2001, majoritatea populației localității Novoheorhiivka era vorbitoare de ucraineană (97,06%), existând în minoritate și vorbitori de belarusă (2,94%).